# مغامرة بوسيدون (1972 فلم)
 مغامرة بوسيدون هو فيلم من نوع أفلام الحركة الأمريكية لعام 1972 - وأفلام المغامرة وأفلام الكوارث، إخراج رونالد نيم، الذي أنتجه ايروين ألين، واستنادا إلى رواية بول جاليكو التي تحمل نفس الاسم. الفيلم يضم طاقم ممثلين، بما في ذلك خمسة من الفائزين بجائزة الأوسكار: جين هاكمان، إيرنست بورغنين، جاك ألبرتسون، شيلي وينترز، وريد بوتونز. ويشمل الطاقم أيضا كارول لينلى، ستيلا ستيفنز، رودي ماكدويل، ليزلي نيلسن، وفي دور البطولة في وقت مبكر، باميلا سو مارتن. وحصل الفيلم على جائزة الأوسكار لأفضل تأثيرات بصرية وجائزة الأوسكار لأفضل أغنية أصلية («في صباح اليوم التالي (مورين أغنية ماكغفرن)|أغنية من مغامرة بوسيدون»- ويعرف أيضا باسم«في صباح اليوم التالي»). شيلي وينترز فازت بجائزة غولدن غلوب لأفضل ممثلة مساعدة - الصور المتحركة ورشح لجائزة الأوسكار لأفضل ممثلة عن دورها. كما تلقى ترشيح
لجائزة غولدن غلوب لأفضل فيلم - دراما.
تنصب الحبكة على إس إس  بوسيدون "'، وهي سفينة فاخرة معمرة في رحلتها الأخيرة من مدينة نيويورك إلى أثينا قبل إرسالها إلى الخردة. في ليلة رأس السنة، وقالت انها انقلبت من قبل تسونامي.الركاب المحاصرون والطاقم في الداخل، ويحاول داعية ثائر قيادة مجموعة صغيرة من الناجين إلى بر الأمان.
وتم تصوير أجزاء من الفيلم على متن آر إم إس كوين ماري، التي حوصرت بموجة تسونامي عنيفة في عام 1942 من وحي الكتاب الذي يستند الفيلم إليه.[بحاجة لمصدر]
ذكرت مجلة شباك التذاكر أن فيلم مغامرة بوسيدون كان الأول # 1 شباك التذاكر من عام 1973. وبحلول نهاية عام 1974، والمرتبة بين ميزات ستة الأكثر نجاحا في تاريخ السينما، جنبا إلى جنب مع ذهب مع الريح (1939)، العراب (1972)، قصة حب (1970)،
المطار (1970)، وصوت الموسيقى (1965).
وهو في هذا السياق بعكس كل أفلام الكوارث منذ عام 1970 مثل فيلم المطار ومنها لاحقا مثل
الزلزال (1974) والجحيم المرتفع (فيلم) (1974). كان مجددا في مغامرة بوسيدون 'مرتين، أولا باعتباره فيلم تليفزيونى أنتج عام 2005 الذي يحمل نفس الاسم، ونتيجة للإفراج عن مسرحية بعنوان بوسيدون في عام 2006.
وعرضت تتمة في 1979 ما وراء مغامرة بوسيدون، في وقت لاحق متضمنا طاقما كاملا من النجوم ولكن كان شباك التذاكر قد أسفر عن فشل فادح.

## الحبكة
إس إس بوسيدون، عابرة محيطات المقرر لها التقاعد والذهاب ككهنة، أخذت طريقها عبر المحيط الأطلسي والبحر الأبيض المتوسط من مدينة نيويورك إلى أثينا. على الرغم من احتجاجات الكابتن هاريسون، السيد ليناركوس، ممثل المالكين الجدد، الذي يخشى على سلامة السفينة، يصر أن السفينة يجب أن تبحر بأقصى سرعة نحو وجهتها، ومنعه من أخذ خزان إضافى.
القس فرانك سكوت، وهو يستحضر إيمانه والاعتقاد بأن الله يساعد الذين يساعدون أنفسهم، يلقي خطبة. المفتش الملازم مايك روغو وزوجته ليندا، الساخرة عاهرة سابقة، والتعامل مع دوار البحر. سوزان وشقيقها الأصغر روبن مسافرا لتلبية الديهم. روبن مهتمة كيفية عمل السفينة، وكثيرا ما يزور غرفة المحرك. تقاعد صاحب متجر أجهزة اليهودي ماني روزن وزوجته الحسناء ذاهبون إلى إسرائيل للقاء حفيدهم البالغ من العمر عامين للمرة الأولى. بائع ملابس رجالية جيمس مارتن هو خجول محب. مغنية السفينة، نونى باري، تتدرب لإحتفالات السنة الجديدة مع فرقتها.
في ذلك المساء في ليلة رأس السنة عام 1971، الركاب يتجمعون في غرفة الطعام للاحتفال. ويستدعى هاريسون إلى الجسر كى يرد على تقرير عن زلزال تحت البحر ويتلقى كلمة من التنبه أن موجة ضخمة تقترب من اتجاه كريت، بسرعة 60 ميلا في الساعة. انه يصدر إشارة استغاثة ويقود «هارد لفت» بدوره، ولكن بعد فوات الأوان. الموجة تضرب السفينة وقد إنقلبت.
في غرفة الطعام، أفاق الناجين من محنتهم. أكريس، وهو نادل، جريح محاصر في باب المطبخ الآن أعلاه. مع معلومات من مارتن، قال سكوت أنه سيتم العثور على طريق الهروب «إلى أعلى»، في البدن الخارجي، الآن فوق الماء. روبن يقول له إن البدن قرب رمح المروحة فقط سمكة واحد بوصة (2.54 سم). روسينس روجوس، سوزان، روبن، أكريس، نونى، ومارتن وافقوا على الذهاب مع سكوت، باستخدام شجرة عيد الميلاد كسلم.سكوت يحاول دون جدوى إقناع المزيد من الركاب للانضمام اليهم. وبعد صعود الفريق إلى المطبخ، هناك سلسلة من الانفجارات. وكلما إزداد ارتفاع مياه البحر في غرفة الناجين أسرعوا إلى شجرة عيد الميلاد، ولكنها لاتتحمل وزن الجميع الذين تسلقوها فتسقط الشجرة.
أكريس وسكوت وجدا المطبخ، والناجين تلمسوا طريقهم إلى الدرج. سكوت يصعد إلى الجزء الأسفل منه ثم انه وروغو استخدما خرطوم أو إنبوب الإطفاء لسحب الآخرين قبل أن يؤدي بهم إلى نفق الوصول. وفيما كانا يتسلقان داخل القمع، إرتجت السفينة جراء سلسلة أخرى من الانفجارات. أكريس سقط وفقد.
وقد حاولوا التسلق للخروج والتعلق بالسارية، وفوجئ الفريق بمجموعة كبيرة من الناجين بقيادة طبيب السفينة متجهون نحو القوس. أيقن سكوت أنهم مقبلون من المؤكد على مصيرهم المحتوم، ولكن روغو أراد متابعتهم وأعطى سكوت خمسة عشر دقيقة للعثور على غرفة المحرك. وبالرغم من أنه أخذ وقتا أطول من المسموح به، فإنه قد نجح.
المجموعة تكتشف غرفة المحركات على الجانب الآخر من الممر المغمور بالمياه. شخص ما يجب أن يسبح من خلال المسار لمساعدة الآخرين. بيلى، سباحة سابقة، قد تطوعت، ولكن سكوت رفض، وغطس، ولكن في منتصف الطريق، انهارت اللوحة عليه.وأدرك الناجيون أن هناك شيئا خطأ وبيلى يدأت بالغطس. وقالت إنها ستخلى وتنقذ سكوت وأنها ستسهل له طريقاإلى الجانب الآخر. في حين أضحى سكوت في أمان بيلى قد عانت من نوبة قلبية وقبل أن تموت، طلبت من سكوت أن يعطيها «تشاي» قلادة، وهو ما يمثل علامة الحياة بالعبرية، وبالتالي إلى إلى روزين، التي سوف تعطيها بدورها لحفيدهم.
روغو يسبح إلى أعلى للتأكد من أن بيلى وسكوت على مايرام، ومن ثم يقود الباقين إلى المخرج. وعندما وجد روزين جثة بيلى شعر أنه غير مستعد للذهاب، ولكن سكوت يعطيه قلادة لها، مذكرا إياه بأنه مايزال لديه سببا للعيش.
سكوت يؤدي الناجين إلى باب حجرة عمود الدفع، ولكن هناك سلسلة أخرى من الانفجارات، وليندا تسقط ميتة. وروغو غضب ويملأه الحزن ويلقي باللوم على وفاتها على سكوت. المزيد من الانفجارات تمزق الأنابيب التي تطلق البخار، التي تمنع هروبهم.
سكوت يجأر إلى الله لوفاة الناجين. ثم قفز وقبض على عجلة صمام الساخن لإغلاق البخار، ثم يأمر روغو لقيادة الفريق قبل استغنائه عن ذلك، والتضحية بنفسه.
روغو يقود الناجين المتبقين - روزين، مارتن، نونى، سوزان، وروبن - من خلال الباب العازل للماء إلى غرفة عمود المروحة. يسمعون ضجيجا فوق السفينة وتتوالى الخبطات على السقف / الأرضية للفت انتباه رجال الإنقاذ. قطع رجال الإنقاذ الصلب وأحدثوا فتحة من خلال بدن السفينة لمساعدة مجموعة الناجين إلى خارج السفينة. الناجين فقط كانوا ستة على قيد الحياة بعد وقوع الكارثة، وقد طاروا إلى بر الأمان على متن مروحية.

## Cast
- جين هاكمان as Reverend Frank Scott
- إيرنست بورغنين as Detective Lieutenant Mike Rogo
- ستيللا ستيفينس as Linda Rogo
- ريد بوتونز as James Martin
- كارول لينلى as Nonnie Parry
- شيلي وينترز as Belle Rosen
- جاك ألبرتسون as Manny Rosen
- رودي ماكدويل as Acres
- باميلا مارتن as Susan Shelby
- آرثر أوكونيل as Chaplain John
- Eric Shea as Robin Shelby

## الجوائز
حصل الفيلم على جائزة الأوسكار،  على جائزة غولدن غلوب، وهو جائزة أكاديمية السينما البريطانية، وجائزة المحررين السينمائية الصوت.
| الجائزة                       | الفئة                                     | الموضوع          | النتيجة |
| ----------------------------- | ----------------------------------------- | ---------------- | ------- |
| جائزة الأوسكار                | أفضل ممثلة مساعدة                         | شيلي وينترز      | رُشِّح     |
| جائزة الأوسكار                | أفضل تصميم إنتاج                          | ويليام ج.كريبر   | رُشِّح     |
| جائزة الأوسكار                | أفضل تصميم إنتاج                          | رافائيل بريتون   | رُشِّح     |
| جائزة الأوسكار                | أفضل أغنية ("في صباح اليوم التالي")       | آل كاشا          | فوز     |
| جائزة الأوسكار                | أفضل أغنية ("في صباح اليوم التالي")       | جويل هيرشهورن    | فوز     |
| جائزة الأوسكار                | موسيقى تصويرية                            | جون ويليامز      | رُشِّح     |
| جائزة الأوسكار                | أفضل تصميم ازياء                          | بول زاستوبينفيتش | رُشِّح     |
| جائزة الأوسكار                | أفضل صوت                                  | تيودور سودربرغ   | رُشِّح     |
| جائزة الأوسكار                | أفضل صوت                                  | هيرمان لويس      | رُشِّح     |
| جائزة الأوسكار                | أفضل تصوير سينمائي                        | هارولد إى. ستاين | رُشِّح     |
| جائزة الأوسكار                | أفضل مونتاج                               | هارولد إف. كريس  | رُشِّح     |
| إى يى إى إدي                  | أفضل محررى السينما الأميركية              | هارولد إف. كريس  | رُشِّح     |
| جائزة البافتا                 | أفضل ممثل                                 | جين هاكمان       | فوز     |
| جائزة البافتا                 | أفضل ممثلة في دور ثانوي                   | شيلي وينترز      | رُشِّح     |
| جائزة غولدن غلوب              | أفضل ممثلة مساعدة - فيلم دراما            | شيلي وينترز      | فوز     |
| جائزة غولدن غلوب              | أفضل موسيقى تصويرية                       | جون ويليامز      | رُشِّح     |
| جائزة غولدن غلوب              | أفضل أغنية أصلية ("في صباح اليوم التالي") | آل كاشا          | رُشِّح     |
| جائزة غولدن غلوب              | أفضل أغنية أصلية ("في صباح اليوم التالي") | جويل هيرشهورن    | رُشِّح     |
| جائزة غولدن غلوب              | جائزة غولدن غلوب لأفضل فيلم - دراما       | ايروين ألين      | رُشِّح     |
| جائزة محرري الصوت السينمائيين | أفضل محرري الصوت                          | N/A              | رُشِّح     |
| جائزة ستالايت                 | أفضل إضافات دي في دي                      | N/A              | رُشِّح     |

## وصلات خارجية
- مقالات تستعمل روابط فنية بلا صلة مع ويكي بيانات